# Jules Maaten
Jules Maaten (Nieuwer-Amstel, 17 april 1961) is een Nederlands politicus en was lid van het Europees Parlement voor de VVD. In 2010 werd hij medewerker van de Duitse liberale Friedrich-Naumann-Stiftung-für-die-Freiheit (FNF) eerst als Country Director Filipijnen in Manilla en daarna als Regional Director Subsahara Africa in Johannesburg, als Hoofd Internationale Regio's op het FNF hoofdkantoor in Potsdam en sinds 2022 als regionaal hoofd van de EU-regio van FNF in Brussel.
Maaten was van 1999 t/m 2009 lid van het Europees Parlement. Hij was de lijsttrekker van de VVD bij de Europese Verkiezingen in juni 2004 en was van 2001 tot 2009 delegatieleider van de VVD in het Europees Parlement, in de fractie Alliantie van Liberalen en Democraten voor Europa.
Voor hij werd gekozen als lid van het Europees Parlement werkte Maaten als Secretaris-Generaal bij Liberale Internationale in Londen (1992-1999). Daarvoor was hij gemeenteraadslid in zijn woonplaats Amstelveen (1986-1991).
In Amsterdam heeft hij gedurende enige jaren geschiedenis en rechten gestudeerd.
Jules Maaten woont in Berlijn en is getrouwd met Eva Horstmann. Samen hebben zij een dochter Anna (2002).
In het parlement hield Maaten zich onder meer bezig met tabaksregulering, zwemwaterkwaliteit en de invoering van de euro.